# Bayan-Ölgii (province)
Pour les articles homonymes, voir Bayan (homonymie).
L'aïmag de Bayan-Ölgii (mongol : ᠪᠠᠶ᠋ᠠᠨ
ᠥᠯᠦᠭᠡᠢ
ᠠᠶᠢᠮᠠᠭ, cyrillique : Баян-Өлгий Аймаг, MNS : Bayan-ölgii Aimag, littéralement, lange riche, en kazakh : Баян Өлгей), ou Bayan-Ölgiy, est une des 21 provinces de Mongolie. Elle est située à l'extrême ouest du pays, à la frontière avec la Russie et la Chine, non loin du Kazakhstan. 93 % des habitants de cette province sont de culture kazakhe, l'islam y étant pratiqué on peut y trouver diverses mosquées. Elle a un statut de province semi-autonome kazakhe depuis 1939 .

## Histoire
Les pétroglyphes de l'Altaï mongol, situé dans cette province, montrent une activité culturelle sur 12 000 ans, dont la première période va de 11 000 à 6 000 av. J.-C.
L'aïmag a été créé en 1939, sous la République populaire mongole (1924 — 1992), en tant que territoire semi-autonome, pour les Kazakhs vivant en Mongolie.

## Géographie
L'aïmag est situé à l’extrémité ouest de la Mongolie, à la Frontière avec la Russie et la Chine, et son extrémité est très proche de la frontière avec le Kazakhstan, à 40 km, en longeant la frontière entre la Russie et la Chine.
Les aïmags voisins, en Mongolie, sont l'Uvs au Nord et Khovd au Sud-Est.

### Subdivision administrative

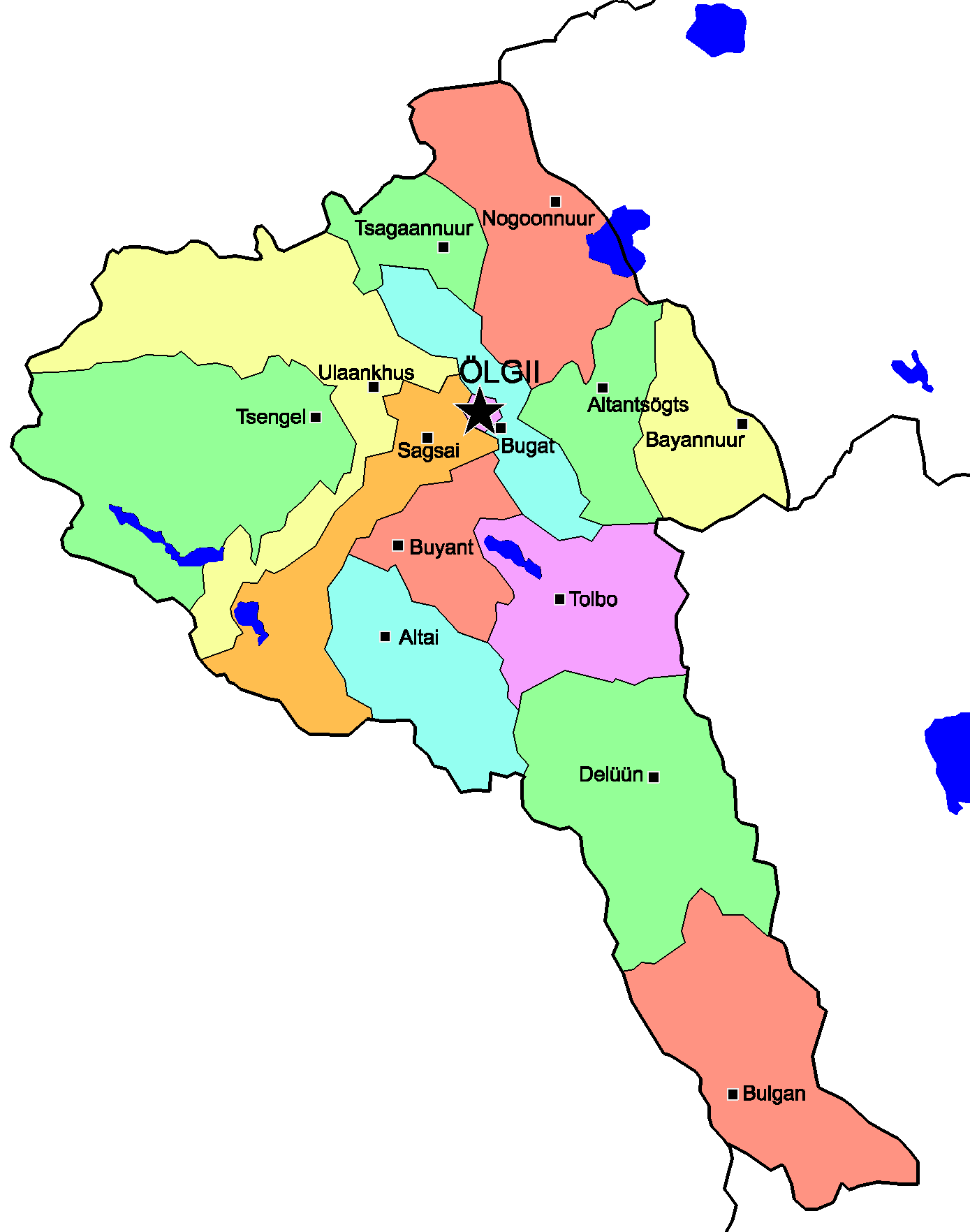
Carte administrative

| Sum         | Mongol     |
| Altai       | Алтай      |
| Altantsögts | Алтанцөгц  |
| Bayannuur   | Баяннуур   |
| Bugat       | Бугат      |
| Bulgan      | Булган     |
| Buyant      | Буянт      |
| Delüün      | Дэлүүн     |
| Nogoonnuur  | Ногооннуур |
| Ölgii       | Өлгий      |
| Sagsai      | Сагсай     |
| Tolbo       | Толбо      |
| Tsagaannuur | Цагааннуур |
| Tsengel     | Цэнгэл     |
| Ulaankhus   | Улаанхус   |

## Démographie et élevage
Si l'aïmag est majoritairement composé de Kazakhs, le sum de Tsengel fait exception à la règle puisqu'il est majoritairement composé de Touvains.
En 2016, les statistiques de la population et de l'élevage sont les suivantes pour l'aïmag :
Population
- 96 651 personnes
- 23 126 foyers

Élevage
- 2,769 millions de têtes de bétail dont
  - 5 270 chameaux
  - 93 970 chevaux
  - 190 864 bovins
  - 1 192 426 ovins
  - 1 286 667 caprins

## Culture

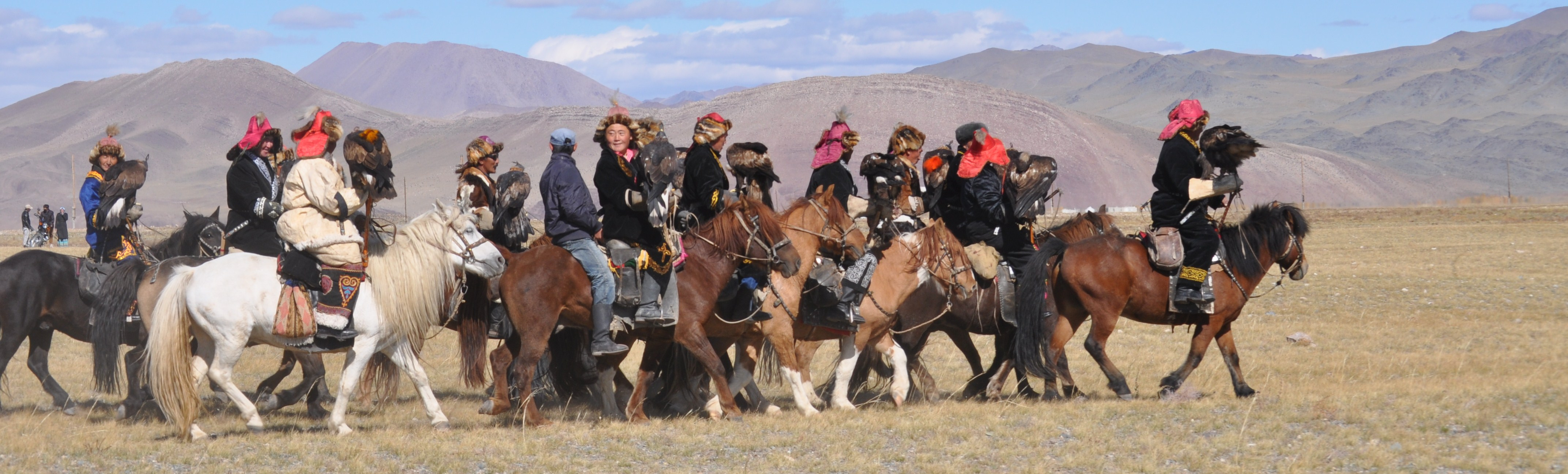
Chasseurs à l'aigle

La culture kazakh est prédominante dans cette province de Mongolie.
La communauté Altaï-Kazakh se réunit notamment dans la province, pendant la première semaine d'octobre pour le « Festival de l'aigle royal », où est pratiqué le Berkutchi, chasse à l'aigle.
Comme dans la majorité des régions de culture turque ou persane du monde, on y fête le nouvel an de Noruz pratiqués autrefois par les zoroastriens, appelé localement Nauryz (Наурыз).

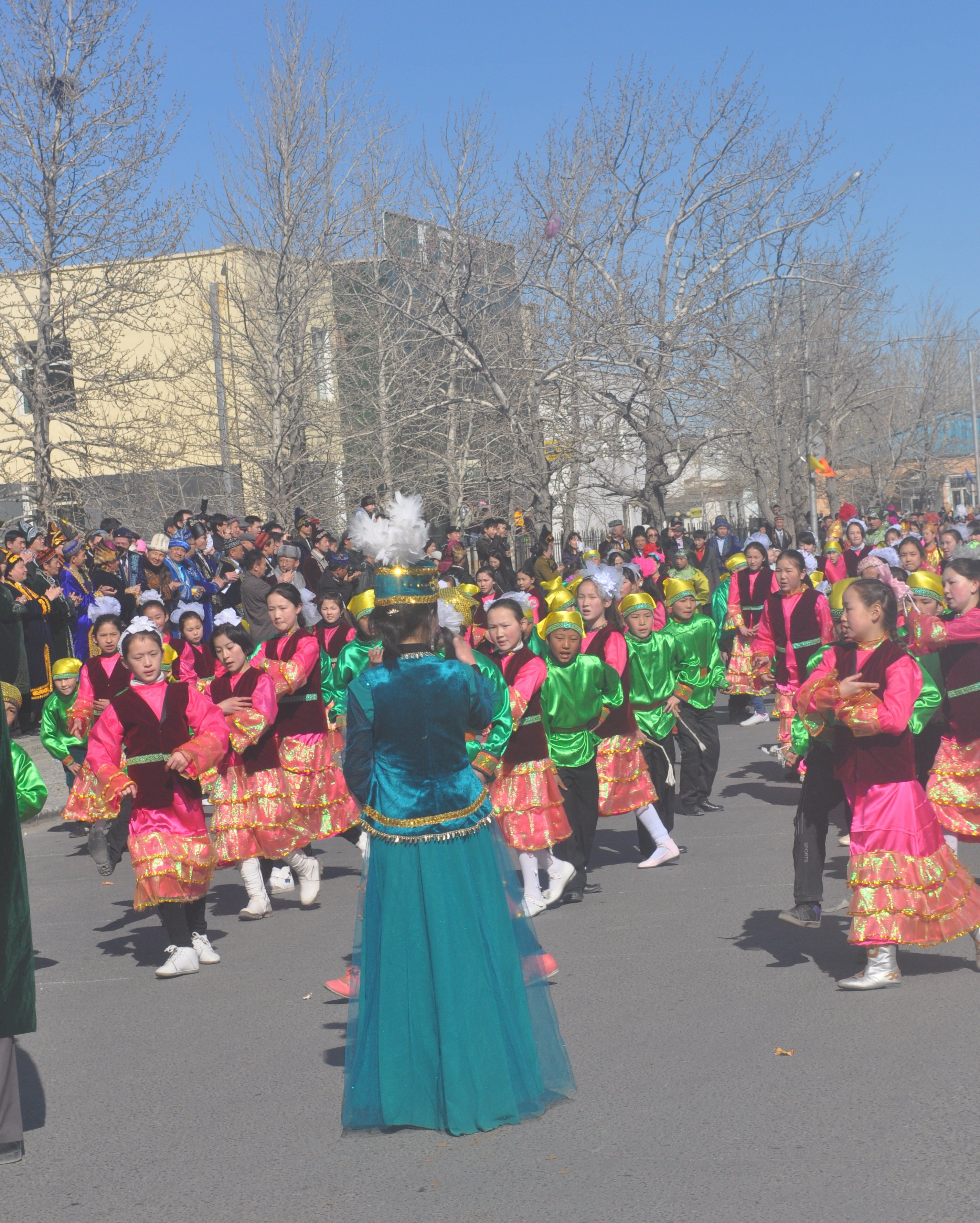
Parade de Nauryz
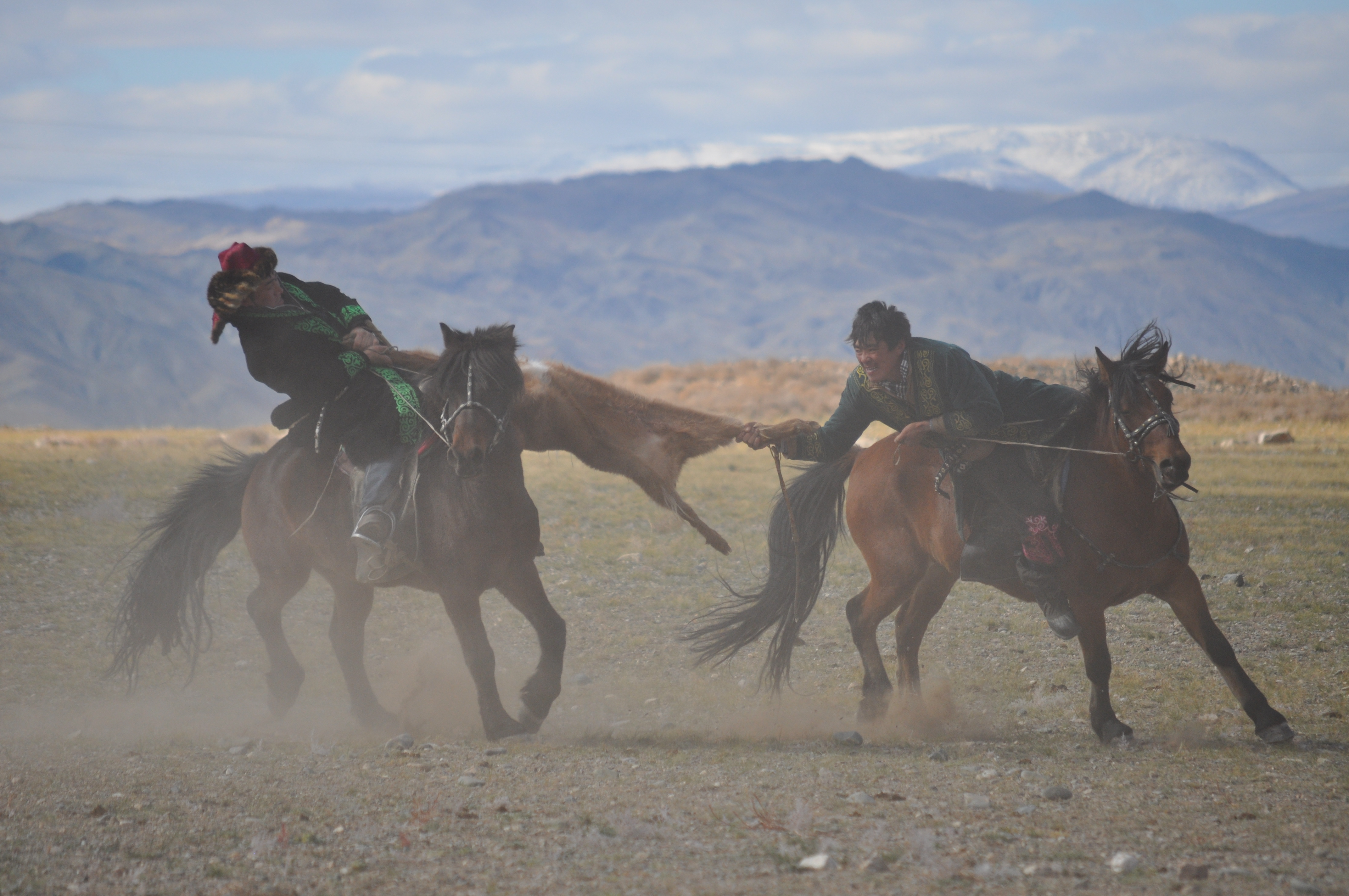
partie de kok-par
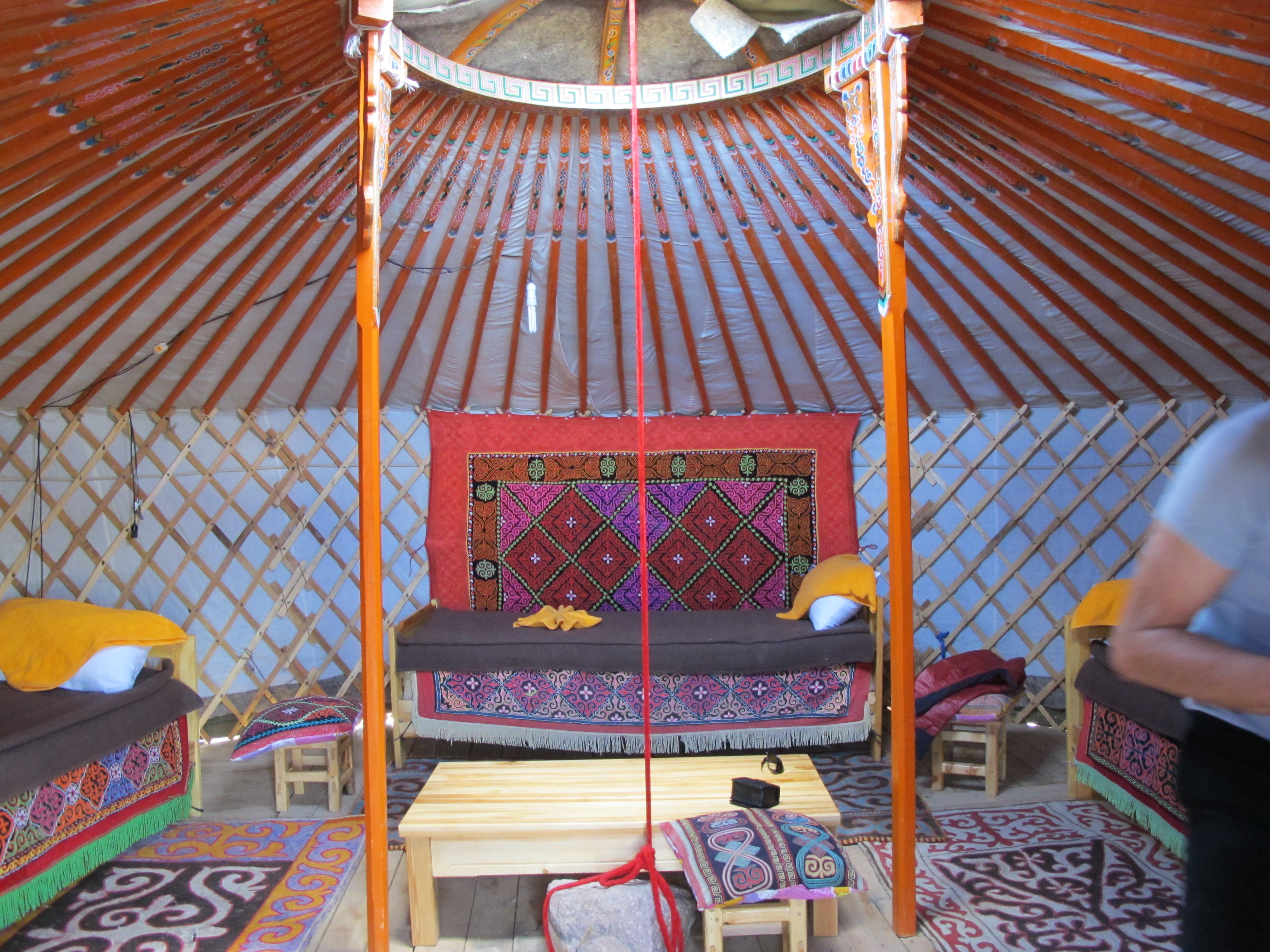
Yourte aux tapis de feutre comportant des motifs kazakhs
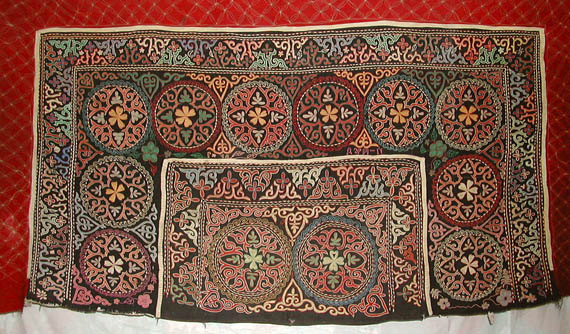
Tapis mural cousu main dans un style kazakh.
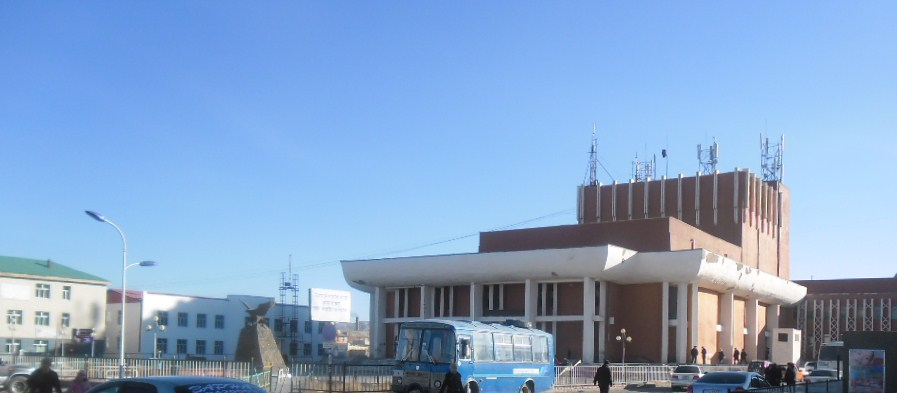
Théâtre national kazakh

### Monuments
Les pétroglyphes de l'Altaï mongol, situé dans cette province, montrent une activité culturelle sur 12 000 ans sont situés dans les sum de Tsengel et d'Ulaankhus.

## Personnalités
- Bilegtiin Tseekhee (mongol : Билэгтийн Цээхээ), du sum de Buyant ;
- Banzarin Damchaa (mn) (mongol : Банзарын Дамчаа), du sum de Buyant ;
- B. Khaijamal (mongol : Б.Хайжамал), du sum de Bulgan.